# キャプテン・ウルフ
『キャプテン・ウルフ』（原題：The Pacifier）は、2005年に公開されたアメリカ合衆国のコメディ映画。製作はウォルト・ディズニー・ピクチャーズ。ヴィン・ディーゼル主演。

## ストーリー
アメリカ海軍特殊部隊のエリートであるシェーン・ウルフは、核発射防止プログラム「ゴースト」を開発した国防省トップで防衛専門家のハワード・プラマー教授の救出する任務に失敗してしまう。しかも、教授は「ゴースト」を持っていなかった。
教授を亡くして2ヶ月後、シェーンはプラマー家にハウスキーパーとして潜入し、子供達を護衛しながら「ゴースト」を探す任務を受ける。一方、提督とプラマー教授の妻ジェリーは、スイスにある教授の貸金庫を開けようとするが、パスワードがなかなか合わず足止めを食らっていた。
シェーンは、小さい頃から軍の士官学校で育ってきたため、一般人としての知識があやふや。おまけに5人の子供達は問題児ばかり。年頃の長女ゾーイに、部活に顔を出さず金髪に染めてしまう長男セス、ガールスカウトだけど末っ子をいつも泣かせる次女ルル、決まった歌がないと眠れないピーター、そして末っ子の赤ちゃんタイラー。
さらには、自分を番犬だと思っているカモにも振り回されながら、軍人スタイルで不器用ながら彼らにスパルタ教育を開始する。

## 登場人物
シェーン・ウルフ
演：ヴィン・ディーゼル、日本語吹替え：ガレッジセール ゴリ
アメリカ海軍特殊部隊のエリート。ハワード・プラマー教授の救出に失敗し、教授を亡くして2ヶ月後、プラマー家のベビーシッターとしてやってくる。小さい頃から軍の士官学校で育ってきたため、一般人としての知識があやふや。だが、ベビーシッターをやっていくにつれて成長していく。
プラマー家
カモのゲリー
日本語吹替え：ガレッジセール 川田
プラマー教授が飼っていたカモ。自分を番犬と思っている。
ジュリー・プラマー
演：フェイス・フォード、日本語吹替え：渡辺美佐
プラマー教授の妻。夫の死後、5人の兄弟の面倒を見ている。死んだ教授のことを今でも思っている。
ゾーイ・プラマー
演：ブリタニー・スノウ、日本語吹替え：須藤祐実
5人兄弟の長女。セスと同じ、学校では問題児でマーニーからいつも大目玉。運転の授業をサボっている。
セス・プラマー
演：マックス・シエリオット、日本語吹替え：小林良也
5人兄弟の長男、ゾーイと同じ学校では問題児でマーニーからいつも大目玉。それだけでなくマーニーが顧問をしているレスリング部の部員だが、理由があるらしく、顔をほとんど出していない。
ルル・プラマー
演：モーガン・ヨーク、日本語吹替え：久野美咲
5人兄弟の次女、一般常識をほとんど知らないシェーンに冷たい態度をとるゾーイやセスとは違い、最初から懐いている。ガールスカウトチーム「ホタル班」のリーダー。特技は末っ子タイラーを泣かせること。
ピーター・プラマー
演：ローガン・フーヴァー、キーガン・フーヴァー、日本語吹替え：宮本侑芽
5人兄弟の次男、ピーター・パンダ・ダンスという歌が大好き。いつもその歌で眠っている。
タイラー・プラマー （ボー・ヴィング、ルーク・ヴィング）
末っ子の赤ちゃん、ルルによく泣かされる。
ドウェイン・マーニー
演：ブラッド・ギャレット、日本語吹替え：岩崎ひろし
ゾーイたちが通っている学校の教頭。レスリング部の顧問もしている。いつもゾーイとセスを目の敵にしている。生徒の間では悪い評判が流れている模様。
クレア・フレッチャー
演：ローレン・グレアム、日本語吹替え：藤貴子
ゾーイたちの通っている学校の校長。元海軍曹長であり、学校へやってきたウルフと意気投合。彼女の公認でウルフは学校内でも子供たちの警護に当たる。ストーリーのクライマックスではプラマー家のピンチに駆けつけ、ウルフに加勢する。
その他
てらそままさき、朴璐美、唐沢潤